# Phasmahyla jandaia
Phasmahyla jandaia là một loài ếch thuộc họ Nhái bén.
Đây là loài đặc hữu của Brasil.
Môi trường sống tự nhiên của chúng là vùng núi ẩm nhiệt đới hoặc cận nhiệt đới, xavan ẩm, và sông ngòi.
Chúng hiện đang bị đe dọa vì mất môi trường sống.